# 국민주의자전선 조국과 자유
국민주의자전선 조국과 자유(스페인어: Frente Nacionalista Patria y Libertad), 약칭 조국과 자유(스페인어: Patria y Libertad, PyL)는 칠레의 살바도르 아옌데 대통령 재임기에 준동했던 파시스트 준군사조직이다. 1970년 파블로 로드리게스 그레스가 총재, 로베르토 티에메가 서기장을 맡아 출범했다.
1973년 6월, PyL은 아옌데 정권을 전복시키는 쿠데타를 획책했으나 실패했다(탕케타소 사건). 같은 해 7월에는 슈나이더 독트린에 반대하던 칠레 해군의 지령을 받아 기간인프라에 대한 파괴공작을 수행했다. 1972년 10월의 반아옌데 파업이 실패로 돌아가자 PyL과 칠레 군부의 협력은 더욱 긴밀해졌다. PyL은 군부의 동의를 얻어 해군 내 아옌데파인 아르투로 아라야 페터스 대령을 암살하기도 했다. 그 밖에도 아옌데가 연설을 할 때 정전을 일으키는 등 크고작은 방해공작을 벌였다.
1973년 9월, 피노체트의 쿠데타로 군부독재가 수립되자 PyL은 해산되었다. PyL 구성원들 상당수는 정보기관에 특채되어 군부독재에 반대하는 사람들을 탄압하는 데 앞장섰다. 그러나 로베르토 티에메 등 일부는 피노체트의 신자유주의 경제정책에 동의하지 않아 정권 반대파가 되었다. 칠레 민주화 이후 PyL의 후신을 자처하는 소집단들이 있으나, 1970년대의 오리지널 PyL과 공식적인 연결고리는 없다.

## 같이 보기
- 타쿠아라 민족주의 운동